# Venâncio Henriques de Resende
Venâncio Henriques de Rezende (Sirinhaém, Pernambuco, 1781 — Recife, 9 de fevereiro de 1866) foi presbítero da Igreja Católica e político brasileiro.

## Biografia
Padre, filho de José Henriques de Rezende e Maria de Nazareth da Graça. Natural de Sirinhaém, Pernambuco. Participou da Revolução de 1817, escapando da prisão, exilando-se na Inglaterra até 1821.
Foi Presbítero Secular, Cônego Honorário da Capella Imperial, Vigário da freguesia de Santo Antonio do Recife, condecorado com os seguintes títulos: comendador da Ordem de Cristo e Oficial da Ordem do Cruzeiro.
Participou da Assembléia Geral, Constituinte e Legislativa do Império do Brasil, de 1823 (posse a 17 de maio de 1823). A câmara apuradora de votos de Olinda (PE), a pretexto de uma reclamação que no ato de verificação de votos lhe fizeram os "eleitores e homens bons" que se achavam presentes, não expediu o diploma do representante eleito Venâncio Henriques de Rezende - revolucionário de 1817 -, fundamentando-se no § 2º do Capítulo 4º das Instruções de 19 de junho de 1822, visto como constava por duas cartas assinadas pelo mesmo deputado eleito e impressa nos periódicos "Marimbondo" e "Gazeta Pernambucana" que "(...) ele não era afeto à causa do Brasil, promovendo o sistema republicano". Contra tal exclusão reclamou o referido deputado, e sendo sua petição enviada à Comissão de Poderes, esta, em luminoso parecer subscrito pelos deputados Estevão Ribeiro de Rezende (MG), Manoel Jacinto Nogueira da Gama (RJ), e Antônio Carlos Ribeiro de Andrada Machado e Silva (SP), opinou que se lhe desse assento na Assembléia Geral, Constituinte e Legislativa, como efetivamente se deu.
Foi Presidente da Câmara dos Deputados de 3 de junho a 2 de agosto de 1834. Na primeira quinzena de julho de 1834 apresentou requerimento pedindo demissão por falta de condições física e moral. Foi rejeitado (in: Anais, 1834, t. 2, p. 74, 2ª col., ed. 1879). Apesar de o requerimento ter sido rejeitado, não presidiu às sessões seguintes até a eleição da nova Mesa. O Sr. vice-presidente, Antônio Maria de Moura, Bispo Eleito, presidiu os trabalhos de 14 de julho a 2 de agosto de 1834, quando se processou nova eleição.
Foi eleito, novamente, presidente da Câmara dos Deputados para o período de 3 de agosto de 1841 a 25 de abril de 1842. Foi, também, vice-presidente da Câmara dos Deputados nos períodos de 5 de maio a 3 de junho de 1834; de 4 de maio a 2 de junho de 1839; de 3 de julho de 1839 a 3 de agosto de 1841; de 2 janeiro de 1843 a 2 de janeiro de 1845; de 2 de janeiro a 5 de maio de 1851.
Faleceu de bronquite aos 84 anos de idade, no Recife, Pernambuco, e seu corpo inumado no Cemitério de Santo Amaro.